# Primera División 2018-19 (kvinder)
Primera División Femenina de Fútbol 2018–19 var den 31. udgave af Spaniens bedste række indenfor kvindefodbold. Sæsonen startede den 3. september 2018 og sluttede den 11. maj 2019.
Atlético Madrid genvandt mesterskabet.

## Stillingen
| Pos | Hold               | K  | V  | U  | T  | M+ | M- | MF  | P  | Kvalifikation eller nedrykning          |
| --- | ------------------ | -- | -- | -- | -- | -- | -- | --- | -- | --------------------------------------- |
| 1   | Atlético Madrid    | 30 | 28 | 0  | 2  | 96 | 19 | +77 | 84 | Kvalifikation til UEFA Champions League |
| 2   | Barcelona          | 30 | 25 | 3  | 2  | 94 | 15 | +79 | 78 | Kvalifikation til UEFA Champions League |
| 3   | Levante            | 30 | 17 | 6  | 7  | 52 | 26 | +26 | 57 |                                         |
| 4   | Granadilla         | 30 | 17 | 3  | 10 | 46 | 40 | +6  | 54 |                                         |
| 5   | Athletic Bilbao    | 30 | 14 | 8  | 8  | 48 | 33 | +15 | 50 |                                         |
| 6   | Real Betis         | 30 | 14 | 6  | 10 | 47 | 35 | +12 | 48 |                                         |
| 7   | Real Sociedad      | 30 | 13 | 8  | 9  | 51 | 37 | +14 | 47 |                                         |
| 8   | Valencia           | 30 | 8  | 11 | 11 | 41 | 53 | −12 | 35 |                                         |
| 9   | Espanyol           | 30 | 9  | 8  | 13 | 31 | 42 | −11 | 35 |                                         |
| 10  | Sevilla            | 30 | 9  | 2  | 19 | 37 | 60 | −23 | 29 |                                         |
| 11  | Logroño            | 30 | 8  | 5  | 17 | 38 | 60 | −22 | 29 |                                         |
| 12  | Rayo Vallecano     | 30 | 8  | 5  | 17 | 27 | 55 | −28 | 29 |                                         |
| 13  | Madrid CFF         | 30 | 8  | 3  | 19 | 31 | 65 | −34 | 27 |                                         |
| 14  | Sporting Huelva    | 30 | 6  | 7  | 17 | 22 | 50 | −28 | 25 |                                         |
| 15  | Málaga             | 30 | 6  | 7  | 17 | 26 | 67 | −41 | 25 | Nedrykning til Segunda División         |
| 16  | Fundación Albacete | 30 | 6  | 6  | 18 | 38 | 68 | −30 | 24 | Nedrykning til Segunda División         |

## Sæsonstatistik
| Nr. | Spiller          | Klub               | Mål |
| --- | ---------------- | ------------------ | --- |
| 1   | Jennifer Hermoso | Atlético Madrid    | 24  |
| 2   | Charlyn Corral   | Levante            | 20  |
| 3   | Nahikari García  | Real Sociedad      | 16  |
| 3   | Alexia Putellas  | Barcelona          | 16  |
| 5   | Alba Redondo     | Fundación Albacete | 15  |
| 6   | María José Pérez | Granadilla         | 14  |
| 6   | Mari Paz Vilas   | Valencia           | 14  |
| 8   | Lucía García     | Athletic Bilbao    | 13  |
| 8   | Esther González  | Atlético Madrid    | 13  |
| 10  | Aitana Bonmatí   | Barcelona          | 12  |
| 10  | Priscila Borja   | Real Betis         | 12  |
| 10  | Olga García      | Atlético Madrid    | 12  |

| Spiller          | For             | Mod                | Resultat | Runde |
| ---------------- | --------------- | ------------------ | -------- | ----- |
| Oriana Altuve    | Rayo Vallecano  | Madrid CFF         | 0–4 (u)  | 3     |
| Alexia Putellas4 | Barcelona       | Fundación Albacete | 9–1 (h)  | 5     |
| Esther González  | Atlético Madrid | Madrid CFF         | 6–1 (h)  | 6     |
| Charlyn Corral   | Levante         | Málaga             | 7–0 (h)  | 9     |
| Olga García      | Atlético Madrid | Real Sociedad      | 5–0 (h)  | 11    |
| Nahikari García  | Real Sociedad   | Valencia           | 0–4 (u)  | 15    |
| Charlyn Corral   | Levante         | Logroño            | 2–4 (u)  | 15    |
| Jennifer Hermoso | Atlético Madrid | Málaga             | 4–1 (h)  | 18    |
| Mari Paz Vilas   | Valencia        | Madrid CFF         | 5–3 (h)  | 20    |
| Lucía García     | Athletic Club   | Logroño            | 4–3 (h)  | 23    |
| Jennifer Hermoso | Atlético Madrid | Levante            | 4–0 (h)  | 25    |
| Esther González  | Atlético Madrid | Real Sociedad      | 1–3 (u)  | 30    |

| Nr. | Spiller          | Klub            | Mål mod | Kampe | Koeff. |
| --- | ---------------- | --------------- | ------- | ----- | ------ |
| 1   | Sandra Paños     | Barcelona       | 11      | 27    | 0.407  |
| 2   | Dolores Gallardo | Atlético Madrid | 19      | 28    | 0.679  |
| 3   | Andreea Părăluță | Levante         | 20      | 24    | 0.833  |
| 4   | Ainhoa Tirapu    | Athletic Bilbao | 22      | 23    | 0.957  |
| 5   | Erina Yamane     | Real Betis      | 23      | 21    | 1.095  |

| Uge     | Ugens spiller     | Klub               | Ugens Statline          |
| ------- | ----------------- | ------------------ | ----------------------- |
| Uge 1   | Alba Redondo      | Fundación Albacete | 2G, 1A (vs Sevilla)     |
| Uge 2   | Paula Sancho      | Fundación Albacete | 2G (vs Madrid CFF)      |
| Uge 3   | Oriana Altuve     | Rayo Vallecano     | 3G (vs Madrid CFF)      |
| Uge 4   | Bea Parra         | Real Betis         | 2G (vs Madrid CFF)      |
| Uge 5   | Alexia Putellas   | Barcelona          | 4G (vs Rayo Vallecano)  |
| Uge 6   | Esther González   | Atlético Madrid    | 3G (vs Madrid CFF)      |
| Uge 7   | Vanessa Santana   | Granadilla         | 2G (vs Sevilla)         |
| Uge 8   | Laia Alexandri    | Atlético Madrid    | 1G (vs Levante)         |
| Uge 9   | Estela Fernández  | Madrid CFF         | 2G (vs Logroño)         |
| Uge 10  | Alba Redondo      | Granadilla         | 2G (vs Valencia)        |
| Uge 11  | Priscila Borja    | Real Betis         | 2G (vs Valencia)        |
| Uge 12  | Ángela Sosa       | Levante            | 2G, 2A (vs Valencia)    |
| WUge 13 | Erika Vázquez     | Athletic Bilbao    | CS (vs Sevilla)         |
| Uge 14  | Sheila García     | Rayo Vallecano     | 1G (vs Valencia)        |
| Uge 15  | Charlyn Corral    | Real Betis         | 3G (vs Logroño)         |
| Uge 16  | Núria Mendoza     | Real Sociedad      | 1G (vs Logroño)         |
| Uge 17  | Elena Linari      | Atlético Madrid    | 1G (vs Logroño)         |
| Uge 18  | Jennifer Hermoso  | Atlético Madrid    | 3G (vs Málaga)          |
| Uge 19  | Débora García     | Valencia           | 2G (vs Málaga)          |
| Uge 20  | Elena de Toro     | Fundación Albacete | 2G (vs Sporting Huelva) |
| Uge 21  | Sara Serrat       | Sporting Huelva    | (vs Barcelona)          |
| Uge 22  | Macarena Portales | Sevilla            | 2A (vs Logroño)         |
| Uge 23  | Raquel Pinel      | Sevilla            | 2G (vs Málaga)          |
| Uge 24  | Jade Boho         | Logroño            | 1G (vs Madrid CFF)      |
| Uge 25  | Estela Fernández  | Madrid CFF         | 1G (vs Málaga)          |
| Uge 26  | Eli del Estal     | Espanyol           | 1G (vs Real Sociedad)   |
| Uge 27  | Carla Bautista    | Real Sociedad      | 1G, 1A (vs Valencia)    |
| Uge 28  | Jade Boho         | Logroño            | 2G (vs Rayo Vallecano)  |
| Uge 29  | Slađana Bulatović | Fundación Albacete | 2G (vs Espanyol)        |